# Organi della chiesa di Santa Maria a Lubecca
Con organi della chiesa di Santa Maria ci si riferisce ad alcuni organi a canne esistiti, nel corso dei secoli, nella chiesa di Santa Maria a Lubecca, in Germania.

## Gli organi principali

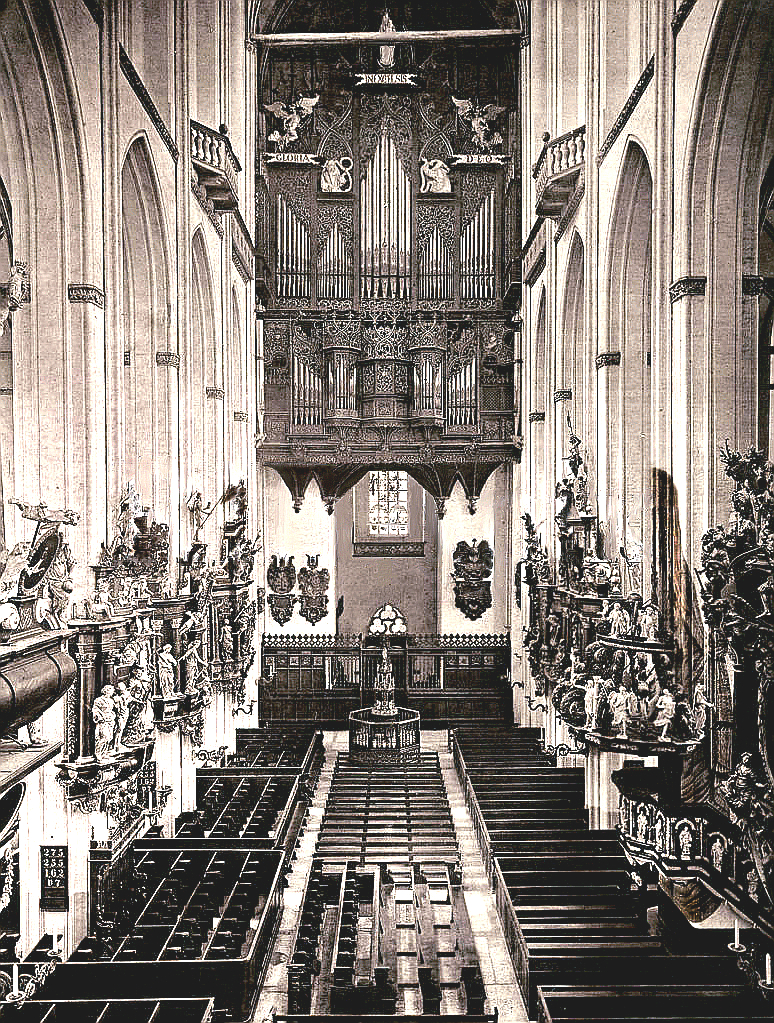
Il Große Orgel prima del bombardamento del 1942.

### Il Große Orgel
Nel 1516 l'organaro Barthold Hering iniziò la costruzione del Große Orgel, terminandola nel 1518. Era sua l'idea dell'imponente facciata a due piani, che sopravvisse intatta fino alla distruzione nel 1942. L'organo originale disponeva di due manuali e pedaliera. Benché ci siano pervenute poche notizie circa le caratteristiche tecniche di quel primo strumento, si presume che la pedaliera fosse comunque degna di menzione, caratterizzata da un principale da 32' e da uno da 16'.
Un brustwerk e un terzo manuale vennero aggiunti dall'organaro amburghese Jacob Scherer negli anni 1560-1561, aumentando il numero di registri a 43. Gottschalk Borchert e Jacob Rabe ampliarono lo strumento, portandolo a 55 registri, nel 1596-1598, ma una successiva ristrutturazione, a opera di Friedrich Stellwagen, nel 1637-1641 ridusse l'organo a 53 registri. Nel 1704 l'organaro Otto Richborn aggiunse una vox humana da 8' al rückpositiv e una sesquialtera II al brustwerk. L'intonazione era in Kirchenton ("tono da chiesa"), con il La probabilmente fra i 475 e i 480 Hz.
I due piani del prospetto erano così composti:
Piano superiore
Primo campo: canne del principale 32' del pedale.
Secondo campo: canne del principale 16' dell'hauptwerk.
Terzo campo (centrale): canne del principale 32' del pedale.
Quarto campo: canne del principale 16' dell'hauptwerk.
Quinto campo: canne del principale 32' del pedale.
Piano inferiore
Primo campo: canne del principale 16' del pedale.
Secondo campo: torretta sporgente con le canne del principale 8' del rückpositiv.
Terzo campo (centrale): torretta sporgente immediatamente alle spalle dell'organista, senza canne.
Quarto campo: torretta sporgente con le canne del principale 8' del rückpositiv.
Quinto campo: canne del principale 16' del pedale.
Il brustwerk, invece, era immediatamente sopra i manuali, non visibile in facciata. La sua disposizione fonica era la seguente:
| Primo manuale - Rückpositiv |      |
| Principal                   | 8'   |
| Bordun                      | 16'  |
| Blockflöte                  | 8'   |
| Sesquialtera                | II   |
| Hohlflöte                   | 8'   |
| Quintadena                  | 8'   |
| Octava                      | 4'   |
| Spielflöte                  | 2'   |
| Mixtura                     | V    |
| Dulcian                     | 16'  |
| Baarpfeiffe                 | 8'   |
| Trichter-Regal              | 8'   |
| Vox humana                  | 8'   |
| Scharff                     | IV-V |

| Secondo manuale - Hauptwerk |     |
| Principal                   | 16' |
| Quintadena                  | 16' |
| Octava                      | 8'  |
| Spitzflöte                  | 8'  |
| Octava                      | 4'  |
| Hohlflöte                   | 4'  |
| Nasat                       | 3'  |
| Rauschpfeiffe               | IV  |
| Scharff                     | IV  |
| Mixtura                     | XV  |
| Trommete                    | 16' |
| Trommete                    | 8'  |
| Zincke                      | 8'  |

| Terzo manuale - Brustwerk |        |
| Principal                 | 8'     |
| Gedact                    | 8'     |
| Octava                    | 4'     |
| Hohlflöte                 | 4'     |
| Sesquialtera              | II     |
| Feldpfeiffe               | 2'     |
| Gemshorn                  | 2'     |
| Sifflet                   | 1' 1/2 |
| Mixtura                   | VIII   |
| Cimbel                    | III    |
| Krumhorn                  | 8'     |
| Regal                     | 8'     |

| Pedal       |     |
| Principal   | 32' |
| Sub-Bass    | 16' |
| Octava      | 8'  |
| Bauerflöte  | 2'  |
| Mixtura     | VI  |
| Groß-Posaun | 24' |
| Posaun      | 16' |
| Trommete    | 8'  |
| Principal   | 16' |
| Gedact      | 8'  |
| Octava      | 4'  |
| Nachthorn   | 2'  |
| Dulcian     | 16' |
| Krumhorn    | 8'  |
| Cornet      | 2'  |

| Accessori                                     |
| Cymbelstern                                   |
| Due timballi                                  |
| Tremolo nei registri di hauptwerk e brustwerk |

Successive ristrutturazioni ebbero luogo nel 1733, 1758, 1782 e 1826, fino a quando l'intero strumento venne sostituito nel 1851, lasciando soltanto la facciata originale di Barthold Hering. Le canne del brustwerk di Jacob Scherer vennero rimosse e riutilizzate per la costruzione di un piccolo organo portativo. L'organo andò completamente distrutto da un bombardamento alleato la notte fra il 28 e il 29 marzo 1942. Nel 1968 la Kemper & Son realizzò un nuovo strumento, dotato di cinque manuali, pedaliera e 101 registri. La disposizione fonica è la seguente:
| I - Rückpositiv |        |
| Prinzipal       | 8'     |
| Rohrflöte       | 8'     |
| Pommer          | 8'     |
| Oktave          | 4'     |
| Grobflöte       | 4'     |
| Oktave          | 2'     |
| Spitzflöte      | 2'     |
| Quinte          | 1' 1/3 |
| Sesquialtera    | III    |
| Scharf          | IV     |
| Mixtur          | VI     |
| Dulcian         | 16'    |
| Doppel-Regal    | 8'     |
| Krummhorn       | 8'     |
| Tremulant       |        |

| II - Hauptwerk |         |
| Prinzipal      | 16'     |
| Quintade       | 8'      |
| Prinzipal      | 8'      |
| Spitzflöte     | 8'      |
| Doppelgedackt  | 8'      |
| Oktave         | 4'      |
| Rohrflöte      | 4'      |
| Nasat          | 2' 2/3  |
| Superoktave    | 2'      |
| Gemshorn       | 2'      |
| Oktävlein      | 1'      |
| Rauschpfeife   | II      |
| Mixtur         | VI-VIII |
| Scharf         | III     |
| Hintersatz     | X-XII   |
| Trompete       | 16'     |
| Trompete       | 8'      |
| Trompete       | 4'      |
| Tremulant      |         |
| Glockenspiel   |         |

| III - Oberwerk (schwellbar) |        |
| Fugara                      | 16'    |
| Holzprincipal               | 8'     |
| Holzgambe                   | 8'     |
| Salicet                     | 8'     |
| Unda maris                  | 8'     |
| Quinte                      | 5' 1/3 |
| Oktave                      | 4'     |
| Gemshorn                    | 4'     |
| Viol-Flöte                  | 4'     |
| Quinte                      | 2' 2/3 |
| Flachflöte                  | 2'     |
| Terz                        | 1' 3/5 |
| Septime                     | 4/7'   |
| None                        | 8/9'   |
| Forniture                   | V-VI   |
| Oboe                        | 8'     |
| Tremulant                   |        |

| IV - Schwellwerk |        |
| Gedackt          | 8'     |
| Dolcan           | 4'     |
| Blockflöte       | 4'     |
| Quintade         | 4'     |
| Spitzquinte      | 2' 2/3 |
| Prinzipal        | 2'     |
| Rohrgedackt      | 2'     |
| Sedez            | 1/2'   |
| Terzian          | II     |
| Quintzimbel      | II     |
| Scharf           | IV     |
| Regal            | 8'     |
| Vox humana       | 8'     |
| Schalmei         | 4'     |
| Tremulant        |        |

| V - Kronwerk   |        |
| Gedackt        | 16'    |
| Sing. Gedackt  | 8'     |
| Quintade       | 8'     |
| Gemshorn       | 8'     |
| Schweiz Pfeife | 4'     |
| Koppelflöte    | 4'     |
| Prinzipal      | 2'     |
| Waldflöte      | 2'     |
| Quinte         | 1' 1/3 |
| Scharf         | IV     |
| Zwergzymbel    | V      |
| Musette        | 16'    |
| Dulcian        | 8'     |
| Bärpfeife      | 8'     |
| Regal          | 4'     |
| Tremulant      |        |

| Großpedal        |         |
| Prinzipal        | 32'     |
| Prinzipal        | 16'     |
| Quinte           | 10' 2/3 |
| Violoncello      | 8'      |
| Lieblich Gedackt | 4'      |
| Fagott           | 32'     |
| Posaune          | 16'     |
| Trompete         | 8'      |
| Clairon          | 4'      |
| Cornett          | 2'      |
| Tremulant        |         |

| Kleinpedal   |     |
| Salicet-Baß  | 16' |
| Subbaß       | 16' |
| Oktave       | 8'  |
| Gedackt      | 8'  |
| Oktave       | 4'  |
| Pommer       | 4'  |
| Oktave       | 2'  |
| Nachthorn    | 2'  |
| Bauernpfeife | 1'  |
| Rauschpfeife | III |
| Zymbel       | III |
| Mixtur       | X   |
| Dulcain      | 16' |

### Il Totentanzorgel
La storia del medioevale Totentanzorgel, il quale doveva il suo nome alla danza macabra contenuta in una vicina cappella, è meno documentata: la prima disposizione fonica venne scritta dall'organaro Theodor Vogt solo nel 1845. La prima consolle, comprensiva di un manuale e pedaliera, venne costruita negli anni 1475-1477 da Johannes Stephani. Il rückpositiv fu aggiunto nel 1557-1558 da Jacob Scherer, ed Henning Kröger costruì il brustwerk nel 1621-1622. Dopo che Friedrich Stellwagen rinnovò lo strumento negli anni 1653-1655, non ci furono modifiche fino al 1760. I registri elencati da Theodor Vogt erano 39, ridotti poi a 34 durante il restauro del 1845-1846. Nel 1937 Karl Kemper restaurò filologicamente lo strumento, eliminando le modifiche ottocentesche. Gustav Fock scrisse un elenco dei registri dopo l'intervento di Kemper.
Di seguito, la disposizione fonica del Totentanzorgel scritta da Theodor Vogt nel 1845:
| Primo manuale - Rückpositiv |         |
| Principal                   | 8'      |
| Hohlflöte                   | 8'      |
| Quintaton                   | 8'      |
| Octav                       | 4'      |
| Hohlflöte                   | 4'      |
| Ziffflöte                   | 2'      |
| Scharf                      | VI-VIII |
| Sexquialter                 | II      |
| Dulcian                     | 16'     |
| Trechter Regal              | 8'      |

| Secondo manuale - Hauptwerk |      |
| Quintaton                   | 16'  |
| Principal                   | 16'  |
| Spitzflöte                  | 8'   |
| Octav                       | 4'   |
| Nasat                       | 3'   |
| Mixture                     | VIII |
| Rauschquinte                | II   |
| Trompete                    | 8'   |

| Terzo manuale - Brustwerk |        |
| Gedeckt                   | 8'     |
| Flöte                     | 4'     |
| Octav                     | 2'     |
| Scharf                    | III-IV |
| Regal                     | 8'     |
| Oboe                      | 8'     |
| Cimbel                    | II     |
| Schweller                 |        |
| Trompete                  | 8'     |
| Oboe d'Amour              | 8'     |

| Pedal     |         |
| Principal | 16'     |
| Quinte    | 10' 2/3 |
| Octav     | 8'      |
| Gedeckt   | 8'      |
| Octav     | 4'      |
| Octav     | 2'      |
| Mixture   | IV-V    |
| Posaune   | 16'     |
| Dulcian   | 8'      |
| Trompete  | 8'      |
| Krummhorn | 8'      |
| Schalmey  | 4'      |

Di seguito, la disposizione fonica del Totentanzorgel scritta da Gustav Fock dopo il 1937:
| Primo manuale - Rückpositiv |         |
| Principal                   | 8'      |
| Rohlflöte                   | 8'      |
| Quintatön                   | 8'      |
| Oktave                      | 4'      |
| Rohlflöte                   | 4'      |
| Sifflöte                    | 1' 1/3  |
| Scharf                      | VI-VIII |
| Sesquialter                 | II      |
| Dulcian                     | 16'     |
| Trichterregal               | 8'      |

| Secondo manuale - Hauptwerk |        |
| Quintade                    | 16'    |
| Principal                   | 8'     |
| Spitzflöte                  | 8'     |
| Oktave                      | 4'     |
| Nasat                       | 2' 2/3 |
| Mixtur                      | VI-IX  |
| Rauschquinte                | II     |
| Trompete                    | 8'     |

| Terzo manuale - Brustwerk |        |
| Gedact                    | 8'     |
| Quintade                  | 4'     |
| Hohlflöte                 | 2'     |
| Quintflöte                | 1' 1/2 |
| Zimbel                    | IV     |
| Krummhorn                 | 8'     |
| Schalmei                  | 4'     |

| Pedal     |     |
| Principal | 16' |
| Subbass   | 16' |
| Oktave    | 8'  |
| Gedackt   | 8'  |
| Oktave    | 4'  |
| Oktave    | 2'  |
| Nachthorn | 1'  |
| Mixtur    | IV  |
| Zimbel    | II  |
| Posaune   | 16' |
| Dulcian   | 16' |
| Trompete  | 8'  |
| Schalmei  | 4'  |
| Kornett   | 2'  |

Paragonando le due disposizioni appare evidente che le modifiche di Kemper erano per la maggior parte storicamente giustificate. Alcuni dubbi riguardano il brustwerk e la pedaliera. Secondo Stahl, però, le specifiche tecniche della pedaliera di Henning Kröger del 1622 erano identiche alla ricostruzione di Kemper. L'unico registro sopravvissuto inalterato è il gedackt da 8'. L'hohlflöte di Kröger venne portato a 4'. I registri quintadena 4', schalmei 4' e krummhorn 8' vennero rimossi da Bunting nel 1760 quando venne installato lo sweller. Il nuovo krummhorn derivò parzialmente dal krummhorn di cui parlava Vogt, ma non sappiamo da dove provenissero le parti per il registro schalmei 4'. Nella pedaliera, il subbass 16' venne trasformato in un registro di quinte 10' 2/3 nel 1805, e Kemper annullò questa modifica. La quintadena 4' venne sostituita nel 1760 da un'octav 2' e il cornett 2' da una dulcian 8'. Inoltre, Fock attribuisce l'octav 2' a Kröger. Il zimbel II e il nachthorn 1' non vengono mai menzionati precedentemente: è quindi possibile che la disposizione fonica filologica del 1937 fosse leggermente sbagliata, con due registri di troppo nella pedaliera.
Dal restauro di Kemper si evince che il Totentanzorgel, alla fine del XVII secolo, fosse un organo di medie dimensioni, che Kröger e Stellwagen avevano arricchito per soddisfare gli standard fonici del barocco. L'estensione del Große Orgel e del Totentanzorgel non è chiara. Dalla letteratura sembrerebbe che, durante il mandato di Dietrich Buxtehude, entrambi gli organi disponessero di manuali e pedaliere con l'ottava corta. Le note mancanti nella pedaliera (do#, re#, fa# e sol#) vennero aggiunte solo dopo la morte di Buxtehude, mentre quelle mancanti nei manuali (re#, fa# e sol#) vennero aggiunte nel 1733. Nel Totentanzorgel questi tasti vennero aggiunti nel 1760.

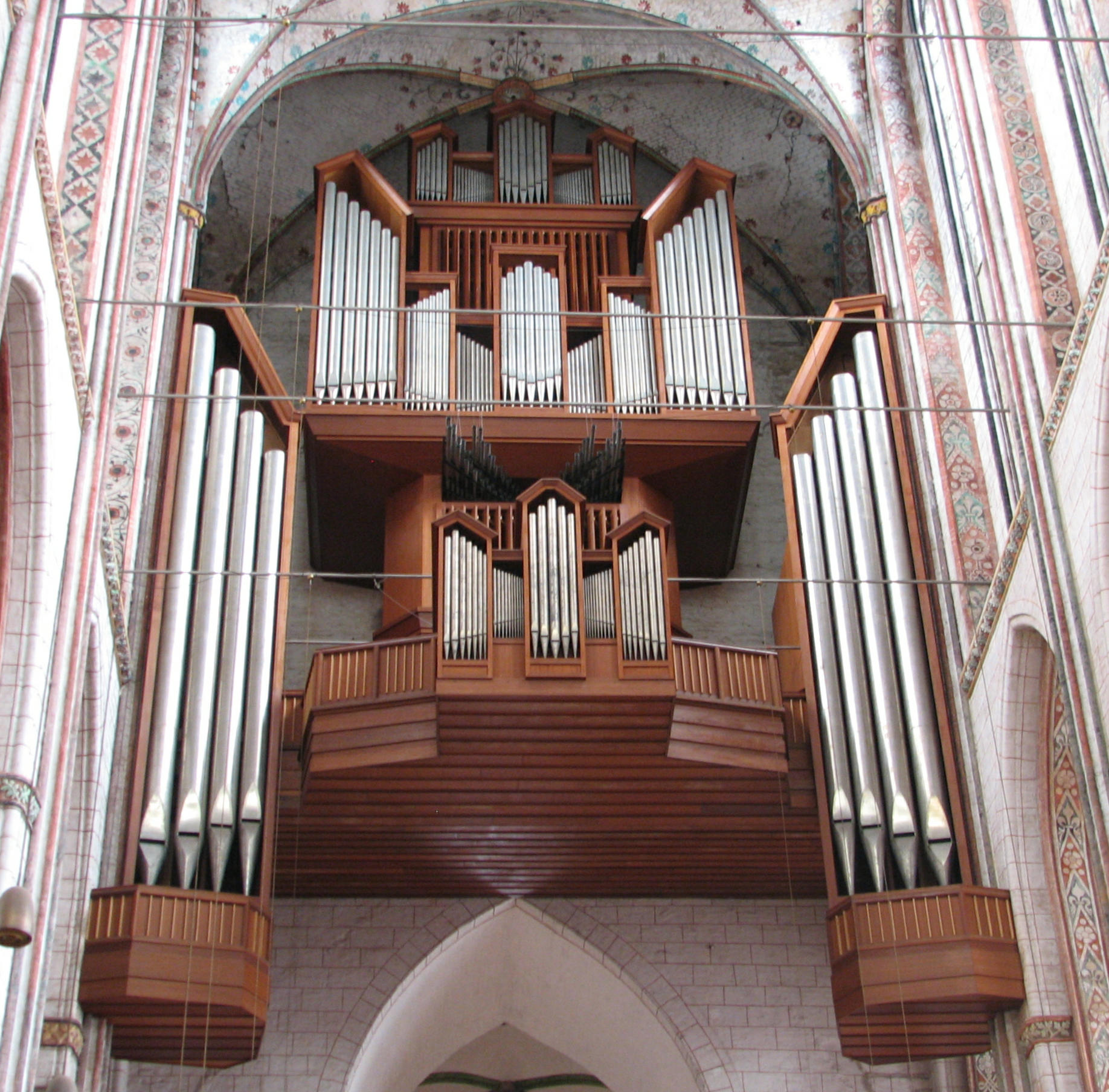
Il Große Orgel oggi.

Eppure, le note fa# e sol# sono molto frequenti nelle composizioni organistiche di Buxtehude. Inoltre, Gottschalk Borchert, che prese parte alla costruzione del Große Orgel nel 1596, aveva precedentemente costruito l'organo per la vicina Petrikirche, includendo fa# e sol# nella pedaliera,  e la ricostruzione del 1636 a opera di Friedrich Stellwagen dell'organo piccolo nella chiesa di San Giacomo comprendeva anch'essa gli stessi tasti nella pedaliera. Appare improbabile, dunque, che quei tasti fossero presenti sugli strumenti di due chiese minori, e non sull'organo principale della chiesa di Santa Maria.
I libri contabili di quest'ultima offrono diverse informazioni su riparazioni e interventi effettuati. Ci furono contatti con l'organaro Arp Schnitger, nel 1689 e nel 1702, per rinnovare il Große Orgel, ma in entrambi i casi le trattative non giunsero al termine. Non sappiamo con esattezza di quali problemi soffrisse lo strumento, ma, negli archivi, sono presenti numerose spese per acquisto di trappole per topi e per il pagamento di un saldatore: evidentemente i ratti rosicchiavano le canne. In aggiunta a queste, si ha notizia di tre grandi spese fra il 1668 e il 1685: la prima (e la più salata) consiste in 150 marchi di Lubecca, pagati nel 1673 a Joachim Richborn per la pulizia generale e l'accordatura del Große Orgel. Hermann Jimmerthal descrive un intervento simile effettuato anche nel 1858: «Vennero tolte tutte le canne, e tutto venne ripulito e accordato dall'organaro Theodor Vogt».
Nel 1677 un anonimo organaro venne pagato 48 marchi per il seguente lavoro: «L'organaro riaccordò completamente il rückpositiv e il brustwerk del Große Orgel, entrambi molto stonati; sistemò i registri ad ancia e fece numerosi lavori di saldatura sulle canne, che erano state mangiate dai topi. Inoltre, venne effettuato un lavoro di pulizia generale del Totentanzorgel. Le operazioni impiegarono 18 giorni».
Nel 1683 ci fu un altro intervento di restauro, questa volta molto più complesso. Nel mese di novembre venne effettuato un pagamento di 94 marchi «all'organaro Michel Briegel per la riaccordatura generale di entrambi gli organi, a eccezione delle ance. Briegel lavorò diciotto giorni e mezzo sul Große Orgel e tredici sul Totentanzorgel». Il lavoro, in realtà, iniziò nel mese di febbraio del 1683, quando Briegel lavorò per quattro giorni e mezzo sull'organo piccolo. Il periodo di tempo complessivo, trentasei giorni, è tuttavia troppo lungo per una semplice riaccordatura.
Il Große Orgel venne intonato con il temperamento equabile nel 1782, mentre il Totentanzorgel nel 1805. Non abbiamo informazioni sicure sui temperamenti precedenti, ma è quasi certo che, precedentemente, i due organi fossero intonati con il sistema mesotonico a un quarto di comma. La musica di Franz Tunder suona bene se eseguita con uno strumento dal temperamento mesotonico, così come molte composizioni di Dietrich Buxtehude. Tuttavia, parecchi suoi lavori per organo non sono eseguibili con il sistema mesotonico, inclusi i grandi capolavori BuxWV 142, in mi minore, BuxWV 139, in re maggiore, e BuxWV 146, in fa# minore. È dunque probabile che Buxtehude, nel 1683, avesse chiesto un nuovo temperamento in grado di ampliare le tonalità eseguibili.
Il teorico Andreas Werckmeister, nel 1681, pubblicò il trattato Orgel Probe, ampliato nel 1698, nel quale teorizzava nuovi tipi di temperamento allo scopo di riuscire a suonare anche le tonalità più lontane da quelle solitamente usate all'epoca. Il temperamento conosciuto come Werckmeister I (III) è probabilmente quello scelto da Dietrich Buxtehude per la riaccordatura dei due organi della Marienkirche. Tuttavia, appena due anni dopo, il Große Orgel divenne così stonato da necessitare nuovi interventi, operati dall'organaro Baltzer Geld. Nel 1686, l'organaro Johan Nelte impiegò tre settimane per sistemare le ance. È probabile che il preludio in fa# minore BuxWV 146 sia stato composto da Buxtehude per festeggiare il termine dei lavori e per inaugurare il nuovo temperamento dell'organo.
Il Totentanzorgel restò gravemente danneggiato la notte fra il 28 e il 29 marzo 1942, ma, nel 1955, la Kemper & Son lo restaurò, reimpostando la disposizione fonica del 1937. L'organo venne sostituito nel 1986 da un nuovo strumento, dotato di quattro manuali, pedaliera e 56 registri, costruito dalla Führer & Co. e posizionato nello stesso posto. La sua attuale disposizione fonica è la seguente:
| Primo manuale - Rückpositiv |        |
| Principal                   | 8'     |
| Rohrflöte                   | 8'     |
| Quintadena                  | 8'     |
| Oktave                      | 4'     |
| Blockflöte                  | 4'     |
| Oktave                      | 2'     |
| Waldflöte                   | 2'     |
| Quinte                      | 1' 1/3 |
| Sesquialtera                | II     |
| Scharf                      | IV-VI  |
| Dulcian                     | 16'    |
| Krummhorn                   | 8'     |
| Tremulant                   |        |

| Secondo manuale - Hauptwerk |        |
| Principal                   | 16'    |
| Oktave                      | 8'     |
| Spitzflöte                  | 8'     |
| Oktave                      | 4'     |
| Nachthorn                   | 4'     |
| Quinte                      | 2' 2/3 |
| Oktave                      | 2'     |
| Cornet                      | V      |
| Mixtur                      | VI     |
| Cymbel                      | III    |
| Fagott                      | 16'    |
| Trompete                    | 8'     |

| Terzo manuale - Oberwerk (schwellbar) |        |
| Bordun                                | 16'    |
| Gamba                                 | 8'     |
| Schwebung                             | 8'     |
| Offenflöte                            | 8'     |
| Principal                             | 4'     |
| Querflöte                             | 4'     |
| Nasat                                 | 2' 2/3 |
| Gemshorn                              | 2'     |
| Terz                                  | 1' 3/5 |
| Sifflöte                              | 1'     |
| Mixtur                                | V      |
| Trompette harmonique                  | 8'     |
| Hautbois                              | 8'     |
| Clairon                               | 4'     |
| Tremulant                             |        |

| Quarto manuale - Brustwerk |     |
| Gedackt                    | 8′  |
| Rohrflöte                  | 4'  |
| Principal                  | 2'  |
| Terzian                    | II  |
| Scharf                     | III |
| Regal                      | 8'  |
| Schalmei                   | 4'  |
| Tremulant                  |     |

| Pedal     |         |
| Principal | 16'     |
| Subbass   | 16'     |
| Quinte    | 10' 2/3 |
| Oktave    | 8'      |
| Gedackt   | 8'      |
| Oktave    | 4'      |
| Mixtur    | VI      |
| Posaune   | 16'     |
| Dulcian   | 16'     |
| Trompete  | 8'      |
| Kornett   | 4'      |

### Altri strumenti

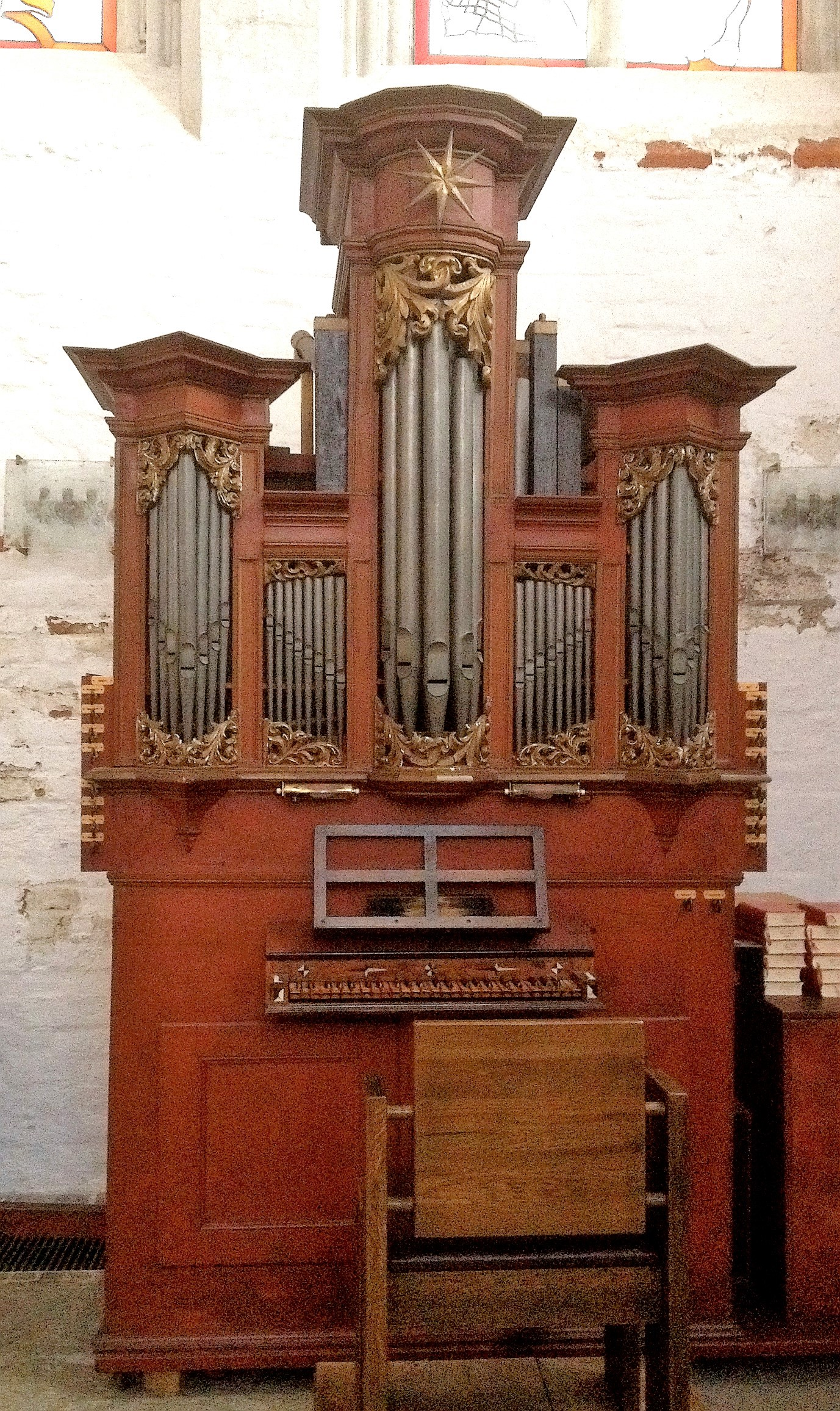
L'organo della Briefkapelle.

La chiesa di Santa Maria, inoltre, nel corso del tempo ha ospitato altri strumenti. Sul jubé era presente un piccolo organo da continuo per il coro, realizzato nel 1560-1561 da Jakob Scherer, consistente in un solo manuale e sette registri. Anche questo strumento andò distrutto nel 1942.
Nella Briefkapelle, inoltre, è attualmente presente un organo da camera, posizionato là nel 1948. Si tratta di uno strumento dotato di un solo manuale e sedici registri, costruito da Johannes Schwaz nel 1723 e originariamente destinato alla cappella del castello di Dönhofstädt.
Dopo il termine della seconda guerra mondiale, quando la chiesa di Santa Maria era distrutta e priva di organi, questo strumento venne ricevuto come organo temporaneo. Oggi viene utilizzato come continuo per il coro e la sua disposizione fonica è la seguente:
| Manuale       |        |
| Gedackt       | 8'     |
| Prinzipal     | 4'     |
| Flöte         | 4′     |
| Quinte        | 2' 2/3 |
| Oktav         | 2'     |
| Terz          | 1' 3/5 |
| Trechterregal | 8'     |
| Mixtur        | III    |
| Cymbelstern   |        |
| Tremulant     |        |